# Sutton-Alpine
Sutton-Alpine ist ein census-designated place (CDP) im Matanuska-Susitna Borough in Alaska in den Vereinigten Staaten. Das Gebiet liegt nordöstlich der Stadt Palmer und ist über den Glenn Highway und die Straßen Chickaloon Way and Jonesville Road zugänglich. Das U.S. Census Bureau hat bei der Volkszählung 2020 eine Einwohnerzahl von 1.038 ermittelt.

## Geschichte
Das Gebiet des heutigen CDPs Sutton-Alpine wurde erstmals von Ureinwohnern der Ahtna- und Dena'ina-Athabasken besiedelt. Während der russischen Pelzhandel-Epoche transportierten diese Pelze und Felle entlang des Matanuska River nach Copper Fort im Osten. Sutton wurde 1918 als eine Eisenbahnstation der Alaska Railroad zum Zwecke des Transports von Kohle gegründet. Die Eisenbahnstrecke führte durch Sutton bin zum Kohlebergwerk Chickaloon Mine. Sutton war von 1941 bis 1945 Standort für die Konstruktion des Glenn Highway. 1948 wurde ein Postamt eingerichtet. Der Kohleabbau war in der Gegend der Hauptwirtschaftszweig bis 1968, als der militärische Stützpunkt im nahegelegenen Anchorage seine Energieversorgung auf Öl umstellte, was schließlich zu einer Einstellung des Kohleabbaus führte.

## Demografie
Zum Zeitpunkt der Volkszählung im Jahr 2000 (U.S. Census 2000) hatte Sutton-Alpine CDP 1080 Einwohner auf einer Landfläche von 391,8 km². Das Durchschnittsalter betrug 37,0 Jahre (nationaler Durchschnitt der USA: 35,3 Jahre). Das Pro-Kopf-Einkommen (englisch per capita income) lag bei US-Dollar 20.436 (nationaler Durchschnitt der USA: US-Dollar 21.587). 11,3 % der Einwohner lagen mit ihrem Einkommen unter der Armutsgrenze (nationaler Durchschnitt der USA: 12,4 %). 12,3 % der Einwohner sind deutschstämmig.

## Wirtschaft
In der Gegend sind der Alpine Historical Park, ein Open-Air-Museum und historische Gebäude aus der Kohleabbauzeit gelegen. Lokale Geschäfte, Lodgen, Restaurant, Bücherei, Postamt und Schule bieten Arbeitsmöglichkeiten. Viele Einwohner arbeiten im Einzugsbereich der Städte Palmer und Wasilla oder in Anchorage.

## Persönlichkeiten
- Ava Rose, bürgerlich Nadja Verebely  (* 1986), Pornodarstellerin
- Mia Rose, bürgerlich Meike Verebely (* 1987), Pornodarstellerin